# Isaac Ezratty
Isaac Ezratty (Tesalónica, 1893 - 19??), alías Barón Ino Von Rolland, fue un agente alemán de origen judío, activo en ambas guerras mundiales, destacando como responsable del espionaje germano en Barcelona entre 1914 y 1918.

## Biografía

### Primeros años
Isaac Ezratty nació en Tesalónica, entonces bajo dominio del Imperio Otomano, el 15 de abril de 1893 en el seno de una familia acomodada de comerciantes judíos. Tesalónica era, a fines del siglo XIX, una ciudad cosmopolita con una fuerte presencia hebrea, en su mayoría compuesta por sefardíes descendientes de los expulsados de España en 1492.
En 1911 el joven Isaac viajó a Alemania para completar sus estudios. Cuando volvió a Tesalónica un año después, esta había cambiado de manos como resultado de las guerras balcánicas de 1912 y 1913, pasando a formar parte de Grecia. Ezratty eligió mantener su condición de súbdito del Imperio Otomano y, como consecuencia, fue expulsado de su ciudad natal, emigrando a Alemania a finales de 1913, donde le sorprenderá el estallido de la I Guerra Mundial.

### I Guerra Mundial: Barcelona.
En 1915 Isaac Ezratty se instaló en Barcelona bajo el nombre de Barón Ino Von Rolland, como agente del Abteilung IIIb, el servicio de inteligencia militar alemán. Las circunstancias de su reclutamiento no están claras, pero para 1915 Ezratty/Von Rolland se había convertido en una figura central del esfuerzo de inteligencia de los Imperios Centrales en el Mediterráneo Occidental. Bajo la cobertura del Consulado Alemán en Barcelona, desarrolló una amplia red de confidentes extraídos de todos los estratos de la sociedad, incluyendo destacados responsables policiales como el comisario Bravo Portillo.
La labor de Ezratty/Von Rolland consistió en negar a los aliados productos útiles para su esfuerzo bélico. Para ello obtenía información sobre los buques aliados o españoles que partían hacia puertos de la Entente y la transmitía a la Marina Imperial alemana, quien a su vez se la pasaba a sus submarinos. Las pérdidas de buques producto de la actividad de Ezratty y sus colegas fueron muy importantes, sobre todo a partir de 1917.
Además, Ezratty/Von Rolland se especializó en desestabilizar la producción industrial de fábricas que servían a intereses aliados, fomentando huelgas obreras o, en casos extremos, el asesinato de sus propietarios. En enero de 1918, por ejemplo, un grupo de sicarios bajo el control del comisario Bravo Portillo asesinó a Josep Albert Barret i Moner, uno de los grandes industriales catalanes cuya fábrica elaboraba municiones para el gobierno francés (dicho crimen serviría como base argumental del libro "La verdad sobre el Caso Savolta", de Eduardo Mendoza).
Ezratty/Von Rolland fue instrumental en el establecimiento de redes de apoyo para sumergibles alemanes en la costa mediterránea española. Gracias a ello, en 1916 conoció al futuro almirante y jefe del Abwehr, Wilhelm Canaris que había llegado a España como agente encubierto y había sido descubierto por los servicios de inteligencia aliados. Canaris y Ezratty desarrollaron una relación de amistad que tendría consecuencias años después.
La influencia de Ezratty/Von Rolland en la Barcelona de la época fue enorme: desde su despacho, en el número 29 de la Ronda de San Pedro, controlaba un considerable número de periódicos -mediante el pago de sobornos- y tenía excelentes relaciones con la cúpula de las fuerzas de seguridad, profundamente germanófilas. Además llevaba una intensa vida social: su ficha en los archivos aliados lo describen como "un hombre joven, que medía 1,65 m, con ojos grises, pelo muy oscuro y boca grande".

### Periodo de entreguerras: España, Reino Unido y Dinamarca.
Tras el fin de la I Guerra Mundial, Ezratty -aun bajo el nombre de Baron Von Rolland- dejó España y fue detenido brevemente en Francia antes de llegar a su Tesalónica natal. Tras ser expulsado de nuevo por las autoridades griegas y pasar por Alemania, en 1920 estaba otra vez en Barcelona, al parecer trabajando de nuevo para Alemania. En 1925 se instaló por una corta temporada en el Reino Unido; a partir de 1931, sin embargo, vivió en España, siempre en Barcelona, hasta que el inicio de la Guerra Civil le hizo abandonar rápidamente el país.
A pesar de que en el informe sobre Ezratty elaborado por el MI5 tras la Segunda Guerra Mundial no hay información concluyente, el servicio secreto británico sospechaba que continuó trabajando para la Inteligencia alemana durante todo este periodo: en 1937 una investigación del MI6 británico sobre una "Red de espionaje nazi en el Norte de África" lo sitúa como responsable de la misma, basado en Ceuta y con antenas en Sevilla y Lisboa.
A finales de ese mismo año aparece en Copenhague trabajando para una compañía, la Transmare, que funcionaba como empresa pantalla del espionaje alemán para importar materias primas en bruto. Transmare se dedicaba a comprar bronce y cobre en bruto en América Latina, tarea a la que se unió otra compañía, esta vez creada por el propio Ezratty pero siempre bajo control del Abwerh alemán, la Scandinavian Overseas Trading Company.

### II Guerra Mundial: Argentina.
Al estallar la II Guerra Mundial en septiembre de 1939 y probablemente por orden de Canaris, Ezratty emigró a Argentina. Hay que recordar que Isaac Ezratty era de origen judío y, tras la aprobación de las Leyes de Núremberg en Alemania, ni siquiera con la protección del jefe del Abwerh hubiera estado seguro en la Europa ocupada por los nazis.
En Argentina Ezratty se radicó en Buenos Aires y continuó trabajando para la inteligencia alemana con su labor comercial en la Transmare como pantalla. En 1943 un informe del SIS británico lo sitúa viviendo en Mar del Plata, "gastando 10 000 pesos mensuales en relaciones sociales con la alta sociedad argentina y sin mezclarse con los líderes de la comunidad alemana en el país". En marzo de 1944 un segundo informe añade que estaba en contacto constante con el Encargado de Negocios de la embajada alemana, von Meynen, pero que dedicaba "la mayoría de su tiempo a apostar fuertemente". Unos meses después su valedor, el almirante Canaris, fue detenido por su supuesta participación en el intento de asesinato de Hitler del 20 de julio de 1944 (sería ejecutado en abril de 1945).

### Posguerra: detención y nacionalidad española.
Ezratty fue detenido por las autoridades argentinas en 1946 y extraditado a la Zona de Ocupación norteamericana en Alemania como consecuencia de la presión de los aliados sobre el régimen del general Perón. Ezratty y otras 12 personas presuntamente ligadas al espionaje de guerra alemán llegaron a Hamburgo a bordo del vapor "Pampa" e internados en el Campo de Prisioneros 74, en Ludwisburg. Ezratty/Von Rolland fue interrogado primero por los norteamericanos (que mostraron interés, sobre todo, por la fuerza del comunismo en Argentina) y, en mayo de 1947, por el MI5 británico. Ezratty escribió una larga declaración contando sin rodeos sus actividades en ambos conflictos mundiales, tras lo cual fue puesto en libertad.
Isaac Ezratty se trasladó a vivir en 1948 a la España franquista, donde solicitó (y le fue concedida) la nacionalidad en virtud de la Orden Circular número 2217 de 11 de febrero de 1949, que aplicaba el Decreto-Ley de 29 de diciembre de 1948 por el que se concedía la nacionalidad a sefardíes españoles en Egipto y Grecia. Es la última noticia que se tiene de su vida, desconociéndose el lugar y momento de su muerte.